# Toshihiko Izutsu
Toshihiko Izutsu (井筒 俊彦, Izutsu Toshihiko, 4 de maio de 1914 – 7 de janeiro de 1993) foi um filósofo japonês, islamólogo e iranólogo, Professor na Universidade Keio e autor de muitos livros sobre o Islã e outras religiões. Ele lecionou no Instituto de Estudos Linguísticos e Culturais da Universidade Keio em Tóquio, no Instituto Iraniano de Filosofia in Teerã e na Universidade McGill em Montreal, Quebec, Canadá. Foi membro do Círculo de Eranos e da Academia do Japão.
Ele era fluente em mais de 30 idiomas, incluindo árabe, persa, hebraico, sânscrito, páli, chinês, japonês, russo e grego, e ficou conhecido como um gênio da linguagem. Por ter escrito obras em inglês, tornou-se muito estimado fora do Japão e difundiu análises de religião e filosofia comparada, interreligiosidade e metafilosofia, publicando a primeira versão direta do Corão em japonês, além de obras sobre filosofia grega, misticismo grego e linguística, pesquisas científicas sobre hinduísmo, budismo maaiana (principalmente Zen), metafísica e sabedoria filosófica do taoismo e sufismo islâmico, sendo um dos primeiros que despertaram o interesse acadêmico nos estudos de Ibn Arabi. Tentou construir uma filosofia oriental única que cruzava zen, budismo esotérico, hinduísmo, taoismo, confucionismo, judaísmo e filosofia escolástica.

## Vida e carreira acadêmica
Ele nasceu em 4 de maio de 1914 em uma família rica em Tóquio, Japão. Seu pai, Shintaro Izutsu, trabalhava no ramo petrolífero. Desde tenra idade, ele conhecia a meditação zen e o kōan, já que seu pai também era calígrafo e praticava o zen-budismo. Ele teve primeiro contato com o cristianismo na antiga escola secundária Aoyama Gakuin. Inicialmente, ele teve uma forte aversão pelo cristianismo e às vezes vomitava durante o culto. Nessa época, ele era devoto à teoria de surrealismo literário de Junzaburo Nishiwaki. Também regularmente frequentou o Centro Islâmico Turco em Tóquio, onde aprendeu turco e árabe e teve como primeiros orientadores de islamismo turcos tártaros que fugiram da Rússia após a revolução bolchevique. Um mentor importante foi Musa Bigiev, com o qual leu textos árabes.
Ele aspirava a estudar na Faculdade de Letras, mas recebeu a oposição de seu pai e ingressou no Departamento de Economia da Universidade Keio em abril de 1931. Morio Kato e Yasaburo Ikeda estavam na mesma turma. No entanto, ele era fascinado por Junsaburo Nishiwaki, não interessado em palestras sobre economia, e em abril de 1934 transferiu-se para a Faculdade de Letras, Departamento de Inglês. Enquanto ainda estava na faculdade, ele se interessou pelo Antigo Testamento e aprendeu hebraico com Setsuko Kotsuji na escola noturna de Kanda. Além disso, ele colaborou com Masao Sekine, um aluno do último ano da escola noturna, encomendou um livro-texto de árabe da Alemanha e estudou árabe com Sekine. Terminou de ler o Corão um mês depois de começar a aprender árabe. Ao mesmo tempo, aprendeu russo e grego clássico e latim. Aprendeu 10 idiomas de uma vez. No entanto, quanto a uma famosa lenda de que "quando aprendia uma nova língua estrangeira, fazia com que um funcionário da embaixada do país ficasse em minha casa", ele a nega, "não o faria como pessoa viva". Após se bacharelar em 1937, ele imediatamente se tornou assistente de pesquisa da Faculdade de Letras da Universidade Keio.
Durante a guerra, ele foi convocado às forças armadas e teve um papel ativo como tradutor de árabe para os dignitários do Oriente Médio. A pedido de Shumei Okawa, que também era um pensador conservador e pesquisador islâmico, ele leu a vasta literatura árabe no Departamento de Pesquisa Econômica do Leste Asiático das Ferrovias Manchurianas e no Instituto de Pesquisas Islâmicas (Kaikyō Kenkyūjo), e começou uma pesquisa islâmica em larga escala. Shinji Maejima foi um colega seu na época e mais tarde professor na Universidade Keio (História Oriental). Em 1958, a tradução japonesa do Corão foi concluída. Foi a primeira tradução direta do Corão do árabe para o japonês (a primeira tradução indireta havia sido realizada uma década antes por Okawa Shumei). O "Kōran", traduzido por Izutsu, tem sido altamente conceituado até o presente como uma excelente tradução baseada em rigorosa pesquisa linguística. O Estudo Semântico do "Alcorão" (Estrutura do Significado, originalmente em inglês) é altamente considerado e é frequentemente citado academicamente nos Estudos do Alcorão e do Islã, independentemente do idioma. Além do mais, Izutsu, que era rico em talento linguístico, leu o Alcorão no primeiro mês de aprendizado do árabe. Diz-se que sua capacidade linguística é genial e se diz ter dominado mais de 30 idiomas. Ryotaro Shiba comentou sobre Izutsu no início de seu diálogo e disse: "Tornou-se vinte gênios em um".
Desde 1959, como membro da Fundação Rockefeller com a recomendação do formalista russo Roman Jakobson, ele ingressa na vida de pesquisa no Oriente Médio e na Europa, passando pelo Líbano, Egito, Síria, Alemanha e Paris. Entre 1969-75, tornou-se professor de filosofia islâmica na Universidade McGill em Montreal, onde encontrou professores como Hossein Nasr e Hermann Landolt, dentre outros. Ele foi professor de filosofia no Instituto iraniano de filosofia, anteriormente Academia Imperial de Filosofia do Irã, em Teerã, Irã. Em 1967, foi convidado para a Conferência de Eranos, um encontro interdisciplinar com a participação de Carl Gustav Jung, onde ministrou a segunda palestra japonesa oficial em seguida a D. T. Suzuki. Ele voltou do Irã para o Japão após a Revolução em 1979 e escreveu, aparentemente com mais assiduidade, muitos livros e artigos em japonês sobre o pensamento oriental e seu significado. Em 1982, tornou-se membro da Academia do Japão.
Sua obra maior em história do pensamento foi a publicação de numerosas obras sobre o pensamento islâmico, especialmente o pensamento persa e o misticismo islâmico. Mas ele próprio advindo do budismo, nos anos mais tarde estudou filosofia budista (escrituras budistas maaiana como do Zen, Iogacara e Kegon), além de taoismo, neoconfucionismo, filosofia medieval ocidental, filosofia judaica, etc. Expandido para os campos. Ele também publicou quando jovem livros especializados sobre filosofia grega antiga e literatura russa. "Consciência e Essência", que esboçou uma "estruturação síncrona" do pensamento oriental, é considerado um trabalho representativo que incorpora os resultados da extensa pesquisa de pensamento de Izutsu. 
Como primeiro passo na tentativa de incorporar completamente a "estruturalização sincrônica" do pensamento oriental, em 1992, a série foi dividida em três partes no   "Memorando do Significado da Filosofia Oriental, Metafísica da Consciência na Filosofia do 'Despertar da Fé Maaiana'" (東洋哲学覚書　意識の形而上学 『大乗起信論』の哲学) pela Chūōkōron. No entanto, em 7 de janeiro de 1993, morreu subitamente aos 78 anos devido a hemorragia cerebral enquanto dormia. Foi publicado como obra póstuma por Chuo Koronsha em março de 1993. A coleção antiga foi armazenada como um livro comemorativo da universidade e publicada pelo "Catálogo da Biblioteca Toshihiko Izutsu" (livros em árabe/persa /livros em japonês/coreano/ocidentais, 2002).
Ele aprendeu seu próprio método de introspecção com o pai e ganhou uma experiência original de metafísica e misticismo. Depois disso, percebeu que o misticismo ocidental descreve uma sensação semelhante e devotou-se ao estudo da metafísica e do misticismo dos períodos antigos do Oriente e Ocidente. Jacques Derrida, um dos pensadores franceses contemporâneos e estudiosos de maior prestígio do mundo, chamou Izutsu de "mestre" e expressou seu respeito. Aliás, sua esposa, a Sra. Toyoko Izutsu (1925–abril de 2017), foi pesquisadora de estética, com publicação em inglês e é internacionalmente conhecida.
Shinichi Nakazawa, em entrevista com Hayao Kawai, disse que Izutsu tinha uma profunda compreensão de tudo, desde o Islã ao budismo, judaísmo e cristianismo, e previa a possibilidade de meta-religião além do âmbito da religião. A partir disso, amadureceu e gradualmente considerava que o Islã e o Budismo compreendiam a Deus igualmente; no islamismo, "Alá" é entendido como a coisa mais profunda, e o mesmo é dito pelo budismo de "shinyo" (Tathata). Conforme tal, em seu livro sobre o "Despertar da Fé Maaiana", todas as religiões como o budismo, o islamismo, o judaísmo e o cristianismo se fundem nos pensamentos de Izutsu, e cada religião é como um sonho de religião que não poderia ser realizado sozinho na história. Assim, o budismo não é apenas uma religião, mas o pensamento de Izutsu é de que uma forma de ideias como o budismo sempre aparecerá no processo de apontar para uma meta-religião além dos limites da religião como religião, e isso teve forte influência em Nakazawa.
Por outro lado, Megumi Ikeuchi aponta que a interpretação de Izutsu é tendenciosa porque se baseia em interesses pessoais.
Ao entender o legado acadêmico de Izutsu, há quatro pontos em mente: sua relação com o budismo, particularmente o zen-budismo, seu interesse pela linguagem, sua inclinação para o pós-modernismo e seu interesse na filosofia comparada. Seus esforços em metafilosofia levaram em conta a afirmação de Henry Corbin de que é necessário um "diálogo entre meta-história entre Oriente e Ocidente" e apontavam à filosofia perene. Izutsu considerava os sistemas comparados através de sua experiência interna própria e via as diversas articulações ontológicas e semânticas como estados psicológicos ou graus de consciência. Ele abordou que vários sistemas de pensamentos antigos expressaram linguisticamente sobre "essências" diferenciadas que estruturam o universo, desde a teoria das ideias grega à multiplicidade dos nomes nas tradições chinesas e budistas, mas que a base da realidade dos fenômenos seria uma não-diferenciação.

Pois em nenhum momento da história da humanidade a necessidade de entendimento mútuo entre as nações do mundo foi mais sentida do que em nossos dias ... E diálogos meta-históricos, conduzidos metodicamente, serão, acredito, eventualmente cristalizados em uma philosophia perennis no sentido mais amplo do termo. Pois o impulso filosófico da Mente humana é, independentemente de eras, lugares e nações, última e fundamentalmente um. —Toshihiko Izutsu, em Sufism and Taoism: A comparative study of key philosophical concepts
Em Sufism and Taoism: A comparative study of key philosophical concepts (1984), ele compara os sistemas de pensamento metafísicos e místicos do Sufismo e Taoísmo e descobre que, embora historicamente não relacionados, os dois compartilham características e padrões. Na obra, ele reconhece a influência da cultura xamânica na região onde se originou o taoismo, evidenciada na linguagem dos textos sobre um contato místico com o Absoluto, e aponta equivalências de conceitos entre as obras de Lao Zi e Chuang Tzu e o sufi Ibn Arabi.
Em 2018, foi publicado um filme documentário sobre Izutsu, The Eastern (シャルギー(東洋人)). No Japão, ele foi lançado em 24 de julho de 2018. Em 2019, foi produzido um documentário da NHK/BS1 especial "Um Japonês Amado pelo Islã - Toshihiko Izutsu, o gigante do conhecimento" (イスラムに愛された日本人～知の巨人井筒俊彦～), transmitido em 8 de novembro.

## Premiações
- 1949 (35 anos) - o primeiro Prêmio Fukuzawa pelo Filosofia dos Mistérios, Prêmio Gijuku
- 1982 (68 anos) - Prêmio Mainichi da Cultura por イスラーム文化――その根底にあるもの
  - Prêmio Asahi
- 1984 (70 anos) - Prêmio Yomiuri de Literatura (Pesquisa e Tradução) por 意識と本質――精神的東洋を索めて
- 2009 (póstumo) - Prêmio Internacional Farabi (Categoria Falecidos)

## Obras

### Em inglês
- 老子 Lao-Tzu The way and its virtue

〈The Izutu library series on Oriental philosophy〉（慶應義塾大学出版会 2001）
- The Structure of Oriental Philosophy Collected Papers of the Eranos Conference（全4巻）

〈The Izutu Library Series on Oriental Philosophy〉（慶應義塾大学出版会 2008）
- God and Man in the Koran Semantics of the Koranic Weltanschauung

〈The Izutu Library Series on Oriental Philosophy〉（慶應義塾大学出版会 2015）
- The Concept of Belief in Islamic Theology

〈The Izutu Library Series on Oriental Philosophy〉（慶應義塾大学出版会 2016）

#### Traduções
- Ethico-Religious Concepts in the Quran (1966 republicado 2002) ISBN 0-7735-2427-4
- The Concept and Reality of Existence (1971) ISBN 9839154818
- Concept of Belief in Islamic Theology (1980) ISBN 0-8369-9261-X
- God and Man in the Koran (1980) ISBN 0-8369-9262-8
- Sufism and Taoism: A Comparative Study of Key Philosophical Concepts (1984) ISBN 0-520-05264-1
- Creation and the Timeless Order of Things: Essays in Islamic Mystical Philosophy (1994) ISBN 1-883991-04-8
- Toward a Philosophy of Zen Buddhism (2001) ISBN 1-57062-698-7
- Language and Magic - Studies in the Magical Function of Speech (1956) Keit Institute of Philological Studies
- The Metaphysics of Sabzvârî, tr. do árabe por Mehdi Mohagheg and Toshihiko Izutso, Delmar, New York, 1977.
- Mollā Hādī Sabzavārī’s Šarḥ ḡorar al-farāʾed, maʿrūf be-manẓūma-ye ḥekmat, qesmat-e omūr-e ʿāmma wa ǰawhar wa ʿaraż, ed. e com notas por Mahdī Moḥaqqeq e Toshihico Izutso, Tehran, 1348 Š./1969
- 井筒俊彦英文著作翻訳コレクション. (2017-2019). Coleção em inglês pela Keyo University Press.

### Em japonês
- 『アラビア思想史―回教神學と回教哲學』（博文館〈興亜全書〉、1941）
- 『神秘哲學―ギリシアの部』（哲学修道院〈世界哲學講座〉、1949）
- 『アラビア語入門』（慶應出版社、1950）
- 『マホメット』（弘文堂〈アテネ文庫〉、1952／講談社学術文庫、1989）
- 『ロシア的人間―近代ロシア文学史』（弘文堂、1953年／北洋社、1978／中公文庫、1989）
- 『神秘哲学 第1部―自然神秘主義とギリシア』（人文書院、1978）
- 『神秘哲学 第2部―神秘主義のギリシア哲学的展開』（人文書院、1978）
- 『イスラーム生誕』（人文書院、1979／中公文庫、1990年、改版2003）
- 『イスラーム哲学の原像』（岩波新書、1980、復刊1998、2013）
- 『イスラーム文化―その根底にあるもの』（岩波書店、1981／岩波文庫、1991、ワイド版1994）
- 『イスラーム思想史―神学・神秘主義・哲学』（岩波書店、1982／中公文庫、1991、新版2005、改版2009）
- 『コーランを読む』（岩波書店〈岩波セミナーブックス〉、1983／岩波現代文庫、2/2013、若松英輔解説）
- 『意識と本質―精神的東洋を索めて』（岩波書店、1983／岩波文庫、1991、ワイド版2001）
  - 独訳版 Bewusstsein und Wesen, Hans Peter Liederbach, Iudicium Verlag, München, 2006
- 『意味の深みへ―東洋哲学の水位』（岩波書店、1985、復刊2013／岩波文庫、3/2019、斎藤慶典解説）
- 『コスモスとアンチコスモス―東洋哲学のために』（岩波書店、1989、復刊2005／岩波文庫、5/2019、河合俊雄解説）
- 『超越のことば―イスラーム・ユダヤ哲学における神と人』（岩波書店、1991、復刊2004）
- 『意識の形而上学―「大乗起信論」の哲学』（中央公論社、1993／中公文庫、2001）
- 『読むと書く 井筒俊彦エッセイ集』（慶應義塾大学出版会、2009、若松英輔編）
- 『神秘哲学―ギリシアの部』（慶應義塾大学出版会、2010、若松英輔校訂・解説／岩波文庫、2/2019、竹下政孝・山内志朗校訂、納富信留解説）
- 『アラビア哲学―回教哲学』（慶應義塾大学出版会、2011、若松英輔校訂）
- 『露西亜文学』（慶應義塾大学出版会、2011、若松英輔校訂、亀山郁夫解説）

#### Traduções
- 『コーラン』（岩波文庫（上中下）、1957-58年、改版1964、新版2009／ワイド版2004）
- マルティン (Martin C. Darcy)・C・ダーシー『愛のロゴスとパトス』（三辺文子共訳、創文社、1957）
- ジャラール (Rumi)・ルーミー『ルーミー語録』（イスラーム古典叢書：岩波書店、1978）
- モッラー (Mulla Sadra)・サドラー『存在認識の道 存在と本質について』（イスラーム古典叢書：岩波書店、1978）

### Obras Completas
- 井筒俊彦著作集（11 volumes, Chuokoron-sha, 1991-1993）

- 井筒俊彦全集 (12 volumes, Keio University Press, 2013-2016)[2]